# جائزة بريطانيا الكبرى للدراجات النارية 2003
جائزة بريطانيا الكبرى للدراجات النارية 2003 هو سباق دراجات نارية أقيم بتاريخ 2003 في دونينجتون بارك. كان الجولة الثامنة من أصل 16 في سباق الجائزة الكبرى للدراجات النارية موسم 2003. فاز الإيطالي ماكس بياجي بفئة الموتو جي بي بينما جاء الإسباني سيت جيبيرنو في المركز الثاني وحصل على المركز الثالث الإيطالي فالنتينو روسي.

## وصلات خارجية
- الموقع الرسمي